# Wardan Pahlewanian
Wardan Pahlewanian (arm. Վարդան Փահլևանյան; ur. 27 lutego 1988 w Erywaniu) – ormiański lekkoatleta specjalizujący się w skoku w dal, olimpijczyk.
W 2011 startował na halowych mistrzostwach Europy w Paryżu, na których zajął 21. miejsce w eliminacjach i nie awansował do finału. Bez powodzenia wystąpił na mistrzostwach Starego Kontynentu w Helsinkach (2012). W tym samym roku startował na igrzyskach olimpijskich w Londynie, na których oddał tylko jeden ważny skok i nie udało mu się awansować do finału. Reprezentant kraju na drużynowych mistrzostwach Europy. Medalista mistrzostw Armenii oraz Gruzji.
Rekordy życiowe: stadion – 8,12 (20 maja 2012, Tbilisi); hala – 7,58 (24 stycznia 2010, Erywań).

## Osiągnięcia
| Rok  | Impreza                                | Miejsce   | Konkurencja | Lokata            | Wynik |
| ---- | -------------------------------------- | --------- | ----------- | ----------------- | ----- |
| 2009 | III liga drużynowych mistrzostw Europy | Sarajewo  | skok w dal  | 1. miejsce        | 7,82  |
| 2009 | III liga drużynowych mistrzostw Europy | Sarajewo  | trójskok    | 5. miejsce        | 15,13 |
| 2011 | Halowe mistrzostwa Europy              | Paryż     | skok w dal  | el. – 21. miejsce | 7,43  |
| 2011 | III liga drużynowych mistrzostw Europy | Reykjavík | skok w dal  | 1. miejsce        | 7,90w |
| 2011 | III liga drużynowych mistrzostw Europy | Reykjavík | trójskok    | 11. miejsce       | 13,80 |
| 2012 | Mistrzostwa Europy                     | Helsinki  | skok w dal  | el. – 24. miejsce | 7,67  |
| 2012 | Igrzyska olimpijskie                   | Londyn    | skok w dal  | el. – 40. miejsce | 6,55  |